# U-299
U-299 – niemiecki okręt podwodny (U-Boot) typu VII C/41 z okresu II wojny światowej. Okręt wszedł do służby w 1943 roku.

## Historia
Wcielony do 8. Flotylli U-Bootów celem szkolenia załogi, od sierpnia 1944 roku kolejno w 11., 13. i 14. Flotylli jako jednostka bojowa.
U-299 odbył 6 patroli bojowych u wybrzeży Norwegii, podczas których nie zatopił żadnej jednostki przeciwnika.
Poddany 9 maja 1945 w Kristiansand-Süd (Norwegia), przebazowany 29 maja do Loch Ryan (Szkocja). Zatonął 4 grudnia 1945 roku po zerwaniu się z holu podczas transportu na miejsce zniszczenia w ramach operacji Deadlight.